# Estación Gualeguay
Gualeguay es la estación de ferrocarril de la localidad homónima en la provincia de Entre Ríos, República Argentina. Se encuentra antecedida por el Desvío Las Colas.

## Historia
La inauguración del Ferrocarril Primer Entrerriano por el gobernador José María Domínguez se produjo el 9 de julio de 1866, ferrocarril que contaba con las estaciones Gualeguay (Gualeguay Central) y Puerto Ruiz.
El 27 de enero de 1891 la empresa Ferrocarril Central Entrerriano, propiedad del Estado provincial, inauguró el ramal de Rosario del Tala a Gualeguay construyendo la Estación Gualeguay-Tala. El 10 de octubre de 1906 el Ferrocarril Entre Ríos (ex Central Entrerriano) inauguró el ramal desde el empalme Las Colas en las cercanías de Gualeguay, hasta Enrique Carbó. El 9 de febrero de 1926 el Gobierno nacional autorizó por decreto la clausura del ramal a la Estación Gualeguay Central, que fue desmantelada, y Gualeguay-Tala pasó a ser la cabecera del ramal a Puerto Ruiz.